# Ролан д’Эрсевиль, Бартелеми-Габриэль
Бартелеми-Габриэль Роллан де Шамбодуа д’Эрсевиль (фр. Barthélemy-Gabriel Rolland de Chambaudoin d'Erceville; 18 августа 1730 — 20 апреля 1794) — французский политик, историк и публицист, член Парижского парламента. Был горячим противником иезуитов и, после их изгнания, заведовал народным просвещением. Гильотинирован в 1794 году.

## Труды
- Lettres d’un magistrat sur la constitution Unigenitus (1754);
- Plan d'études (1770; новое изд., 1784; здесь впервые намечена идея об общефранцузском университете);
- Compte rendu des papiers trouvés chez les jésuites (1770),
- Les prérogatives des dames chez les Gaulois (1787).